# Floks rozłogowy
Floks rozłogowy, płomyk rozłogowy (Phlox stolonifera) – gatunek rośliny należący do rodziny wielosiłowatych. Pochodzi z południowo-wschodniej części Ameryki Północnej, jest uprawiany w wielu krajach świata jako roślina ozdobna.

## Morfologia
Bylina o płożących się pędach, tworząca niską darń. Ma ciemnozielone i zimozielone liście. Wytwarza rozłogi, za pomocą których się rozrasta. Kwiaty wyrastają bardzo obficie na pędach powyżej liści. U typowej formy gatunku są różowe, ale istnieją odmiany o kwiatach w kolorze białym lub niebieskim, np. kultywar `Blue Ridge` posiada jaskrawoniebieskie kwiaty. Zakwita wczesnym latem.

## Zastosowanie i uprawa
Jest łatwy w uprawie. Uprawiany jest głównie ze względu na kwiaty, oraz niski i gęsty pokrój. Nadaje się szczególnie do alpinarium. Może też być uprawiany jako roślina okrywowa. Dobrze rośnie na stanowisku słonecznym, preferuje żyzne i przepuszczalne gleby. Rozmnaża się go przez podział, sadzonki lub przez siew nasion.